# Thomas Schmid (Segler)
Thomas Schmid (* 29. März 1959 in Hamburg) ist ein deutscher Segler.

## Werdegang
Schmid stammt aus Buchholz südlich von Hamburg. Nach seinem Wechsel von der Bootsklasse Laser zu Finn im Jahr 1981 wurde er als Mitglied des Blankeneser Segel-Clubs 1982 Dritter der Europameisterschaft, 1984 Fünfter der Weltmeisterschaft und im Februar 1988 in Brasilien Weltmeister. Der beruflich als Versicherungskaufmann tätige Schmid erhielt zu dieser Zeit keine Förderung durch den Deutschen Segler-Verband und musste deshalb die rund 10 000 DM für die WM-Vorbereitung sowie Flug und Aufenthalt in Brasilien selbst bestreiten. Als Belohnung für den Gewinn des Weltmeistertitels wurden ihm die Kosten dann vom Verband zurückerstattet. Auch Schmids Ehefrau Daniela war Seglerin und zählte zur bundesdeutschen Spitze.
Schmid nahm 1988 an den Olympischen Sommerspielen teil, verbuchte dort einen Tagessieg, kenterte aber später und musste die olympische Regatta aufgeben. Er belegte im Endstand den sechsten Platz bei den Sommerspielen. 2019 wurde er Ü60-Weltmeister in der Finn-Bootsklasse.